# Charrúa (Indianie)

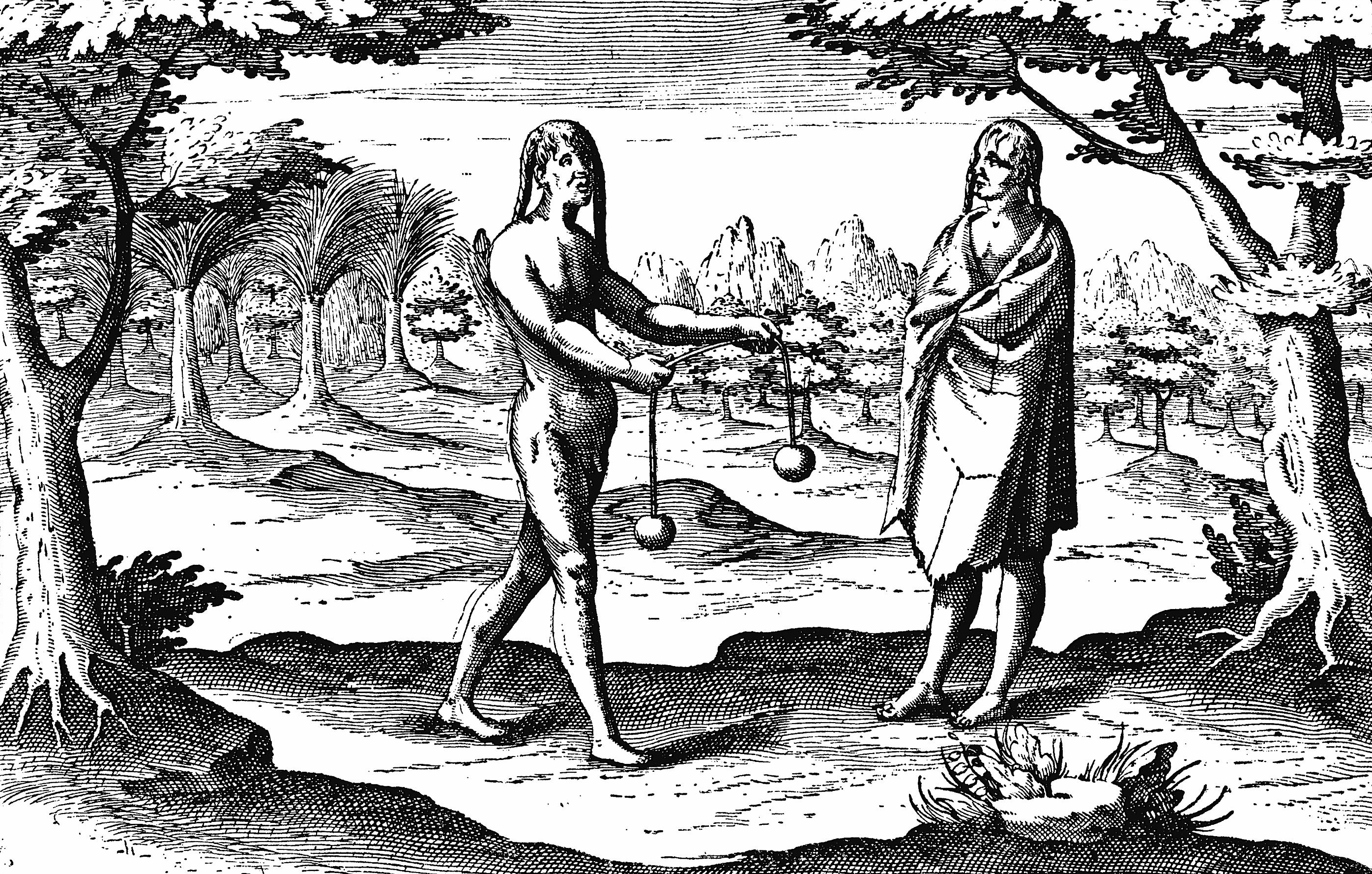
La Plata na rysunku z 1603

Indianie Charrúa – tubylczy lud wschodniej części niziny
La Platy, należący do grupy językowej 
tupi-guarani. Zamieszkiwali głównie dzisiejszy Urugwaj, a także północno-wschodnią Argentynę i południową Brazylię. 

## Historia
Pierwszymi Europejczykami, którzy spotkali na początku XVI w. plemię Charrúa, byli Portugalczycy oraz członkowie hiszpańskiej wyprawy Juana Diaza de Solis. W miarę postępu europejskiej kolonizacji i osadnictwa Charrúa, którzy początkowo skutecznie bronili swoich ziem i handlowali z białymi, Charrúa byli stopniowo podbijani i mordowani lub wchłaniani przez wieloetniczne społeczeństwo kolonialne. Ostatnią większą grupę zmasakrował w 1831 roku nad rzeką Salsipuedes oddział Bernabé Rivery, krewnego ówczesnego prezydenta Urugwaju, Fructuoso Rivery. Czterech spośród nielicznych ocalonych wywieziono w 1833 roku do Francji (w tym Tacuabe, którego pomnik stoi dziś w Montevideo).

## Współczesność
Chociaż Charrúa nie przetrwali jako odrębny lud, to ich potomkowie żyją do dziś wśród urugwajskich Metysów, a także w argentyńskiej prowincji Entre Ríos (gdzie według spisu powszechnego z 2001 r. mieszkało 676 Charrúa mieszanego pochodzenia).
Dzisiaj Charrúa (Los Charrúas) jest także przydomkiem określającym piłkarską reprezentację Urugwaju (podobnie jak Guarani na określenie piłkarzy Paragwaju).